# Forza Horizon 3
Forza Horizon 3 è un videogioco open world di guida sviluppato in esclusiva per Xbox One e Windows 10 da Playground Games utilizzando il motore grafico ForzaTech sviluppato da Turn 10 Studios.
Il gioco è stato annunciato all'E3 2016 durante il quale Turn 10 Studios in collaborazione con Lamborghini ha "presentato" la nuova Lamborghini Centenario, presente in esclusiva su Forza Horizon 3 grazie al partenariato con il marchio.
Il gioco rappresenta il terzo capitolo delle serie Horizon, nono della serie Forza, ed è il seguito di Forza Horizon 2.

## Contenuti
Il gioco presenta una mappa 2 volte e mezzo più grande di quella di Forza Horizon 2, oltre 350 auto incluse al lancio senza alcun DLC aggiuntivo e tutte ricreate con dettaglio ForzaVista. Il gioco gira su Xbox One come il predecessore a 1080p e 30fps stabili (2160p, HDR e 30 fps su One X) mentre non è escluso che su PC possa arrivare a 4K e 60fps come Forza Motorsport 6: Apex grazie alle DirectX 12 e il ForzaTech engine ottimizzato.
Il capitolo è ambientato in Australia e sono presenti, come nel predecessore, il ciclo giorno/notte e le condizioni climatiche variabili quali nebbia e pioggia. Novità nella serie sono le pozzanghere ereditate da Forza Motorsport 6 per Xbox One e da Forza Motorsport 6: Apex per PC anche se influenzeranno meno l'aderenza dei veicoli. Per portare al massimo la fedeltà dei paesaggi ricreati, gli sviluppatori si sono recati in Australia e, con una fotocamera in 12K HDR, hanno scattato foto per ricreare fedelmente paesaggi e cielo. La magnifica città australiana Surfers Paradise sarà presente all'interno del gioco. Saranno presenti oltre 45 tipi diversi di paesaggi e per la prima volta nella serie si potrà gareggiare sulla riva del mare.
Per la prima volta sarà possibile personalizzare l'aspetto e l'abbigliamento del nostro pilota e saremo noi a capo dell'Horizon Festival. La Carriera, che potrà essere giocata in singolo o in co-op online, conterà più di 800 eventi e molte nuove esibizioni folli che terranno impegnato il giocatore per circa 100 ore. Inoltre ci saranno nuovi tipi di eventi e gli innovativi "course maker" in cui il giocatore, tramite l'Horizon BluePrint (lo strumento usato dagli sviluppatori) potrà decidere come si svolgerà la gara e quale direzione dovrà prendere. In qualità di boss del festival dovremo vincere eventi per fargli acquisire popolarità e assumere o licenziare i drivatar che lavoreranno per noi. La storica funzione rewind sarà presente ma, come nella serie Forza Motorsport, se usata, il giro non sarà contato come "giro pulito". Ultima chicca aggiunta dagli sviluppatori è la possibilità di ascoltare la nostra musica del servizio proprietario Microsoft Groove Musica o una delle 8 stazioni radio disponibili.

## Espansioni
È possibile comprare due espansioni: Hot Wheels e Blizzard Mountain.
La prima, che si raggiunge in barca dalla spiaggia di Byron Bay, è un'isola che ha delle strade che non hanno l'asfalto, solo un "pavimento" blu o arancione con dei giri della morte, rampe di velocità (spesso messe vicino a giri della morte o pezzi di strada in cui si guida a testa in giù) e pezzi di strada in cui si guida capovolti. Si procede facendo gare e quando si avanza di livello si affronta una nuova classe di auto.
La seconda, che si raggiunge in elicottero dall'aeroporto nell'Outback, è semplicemente una montagna in cui c'è sempre la neve per terra. Il procedimento è lo stesso di quello che vale per Hot Wheels.
Per entrambe è previsto il gioco online e c'è un gioiello dimenticato in entrambe.

## Motore grafico
Il motore grafico usato su Xbox One è il ForzaTech di Forza Motorsport 6, migliorato ulteriormente per garantire 1080p a 30fps stabili e una grafica più pulita. Su PC è stato utilizzato il ForzaTech di Forza Motorsport 6: Apex, il quale gira sulle DirectX 12, così come su Xbox One.